# Береччи, Бартоломео
Бартоломео Береччи (итал. Bartolomeo Berrecci; 1480, Понтассьеве, Тоскана — 1537, Краков, Польша) — итальянский архитектор эпохи Возрождения, большую часть своей жизни работал в Польше.

## Биография
Бартоломео Береччи изучал архитектуру во Флоренции, столице Тосканы, сначала у отца, который также был архитектором. Затем, вероятно, его обучал флорентийский скульптор Андреа Ферруччи, коллега его отца. В 1516 году Береччи переехал в Польшу по приглашению епископа Яна Ласки, чтобы взять на себя заботы по восстановлению Вавельского королевского замка в Кракове после смерти итальянского архитектора Франческо Фьорентино. Замок сгорел в 1499 году, и его восстановление заказал король Сигизмунд I Польский. Бартоломео Береччи возглавил бывшую мастерскую Фьорентино вместе с другими итальянскими художниками: Антонио да Фьезоле (итал. Antonio da Fiesole), Никколо Кастильоне (итал. Niccolo Castiglione), Филиппо да Фьезоле (итал. Filippo da Fiesole), Бернардино Дзаноби де Джаноттисом (итал. Bernardino Zanobi de Gianottis), Джиованни Соли (итал. Giovanni Soli) и четырьмя членами его семьи, Джованни Чини да Сиена (итал. Giovanni Cini da Siena) и Джованни Мария Падовано.
Береччи работал в Кракове, Неполомице, Познани, Тарнуве, а также в Вильнюсе, где реконструировался Королевский дворец. Он разбогател, владея несколькими домами в Кракове и кирпичным заводом. Согласно легенде, в 1537 году был убит ревнивым итальянским художником. Скорее всего смерть наступила в результате инфекции, вызванной несчастным случаем на рабочем месте. Архитектор был захоронен в базилике Тела Христова в Казимеже под Краковом.
Наиболее значительным произведением Береччи является Капелла короля Сигизмунда I Старого на Вавеле (1519—1533) в Кракове. Это сооружение считается самым красивым образцом архитектуры итальянского Возрождения за пределами Италии. Несколько лет спустя Санти Гуччи построил внутри капеллы надгробия короля Сигизмунда II Августа и королевы Анны Ягеллон (сына и дочери Сигизмунда I).

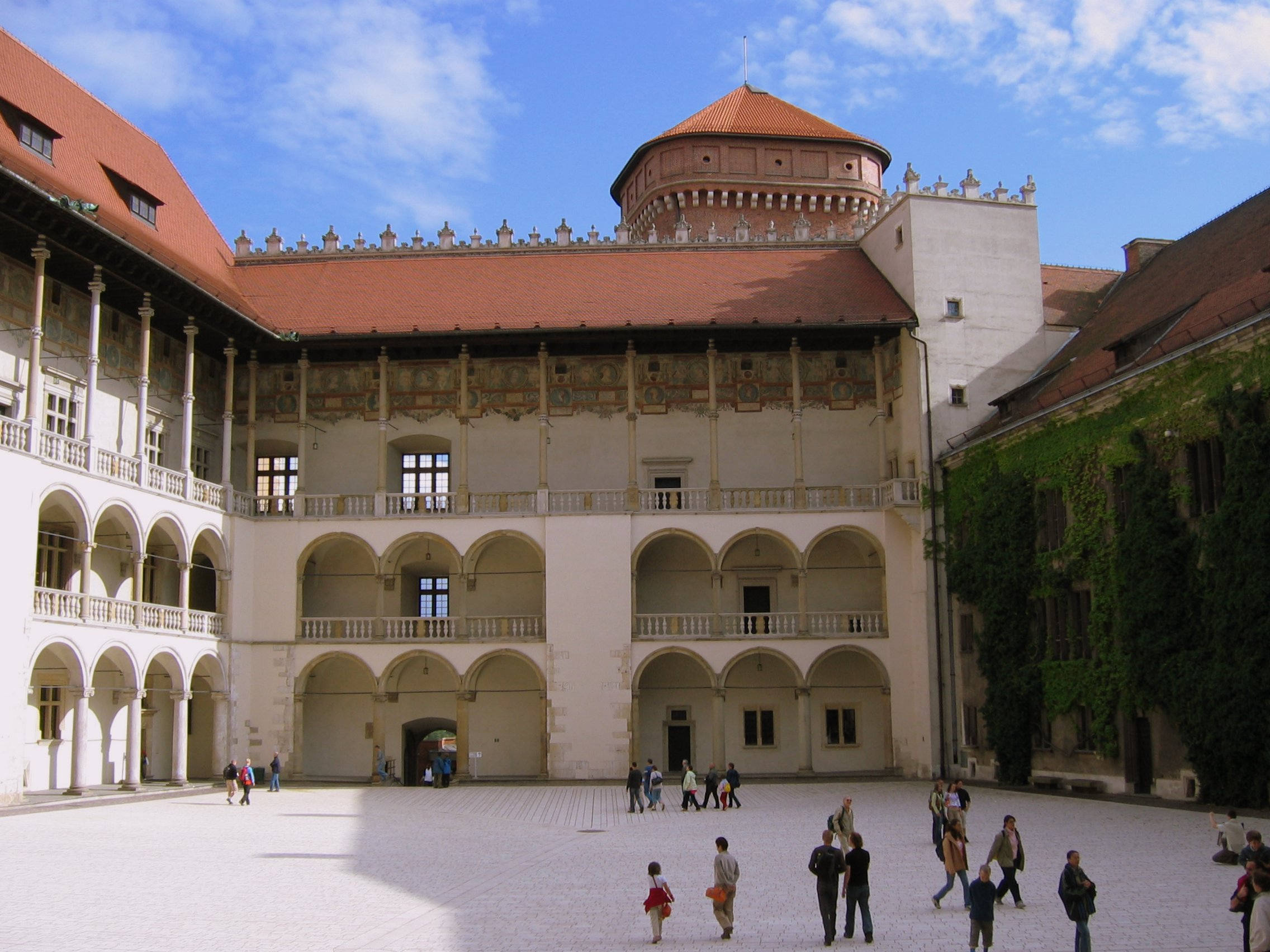
Kоролевский замок на Вавеле. Внутренний двор
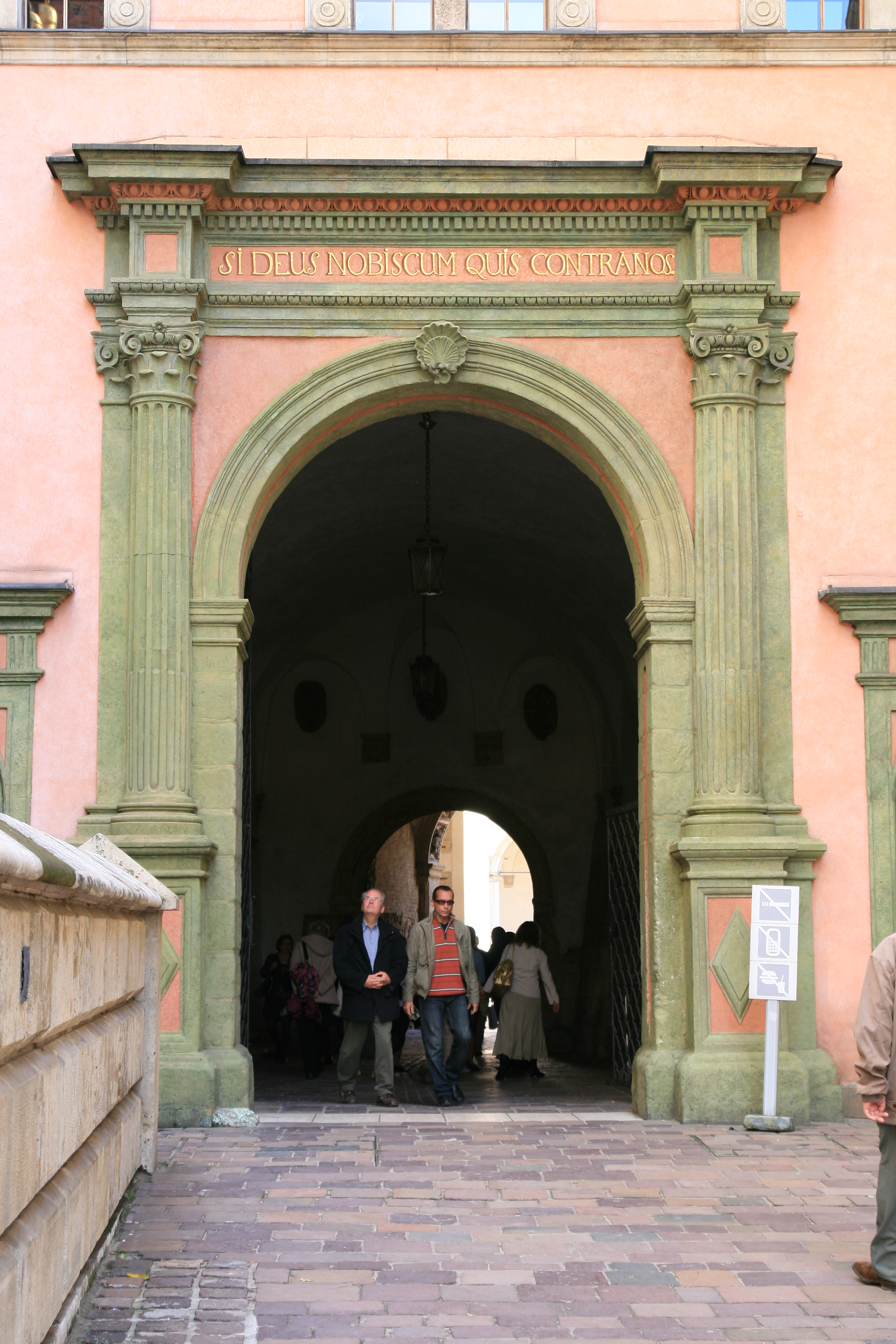
«Брама (Ворота) Бартоломео Береччи». Вавель
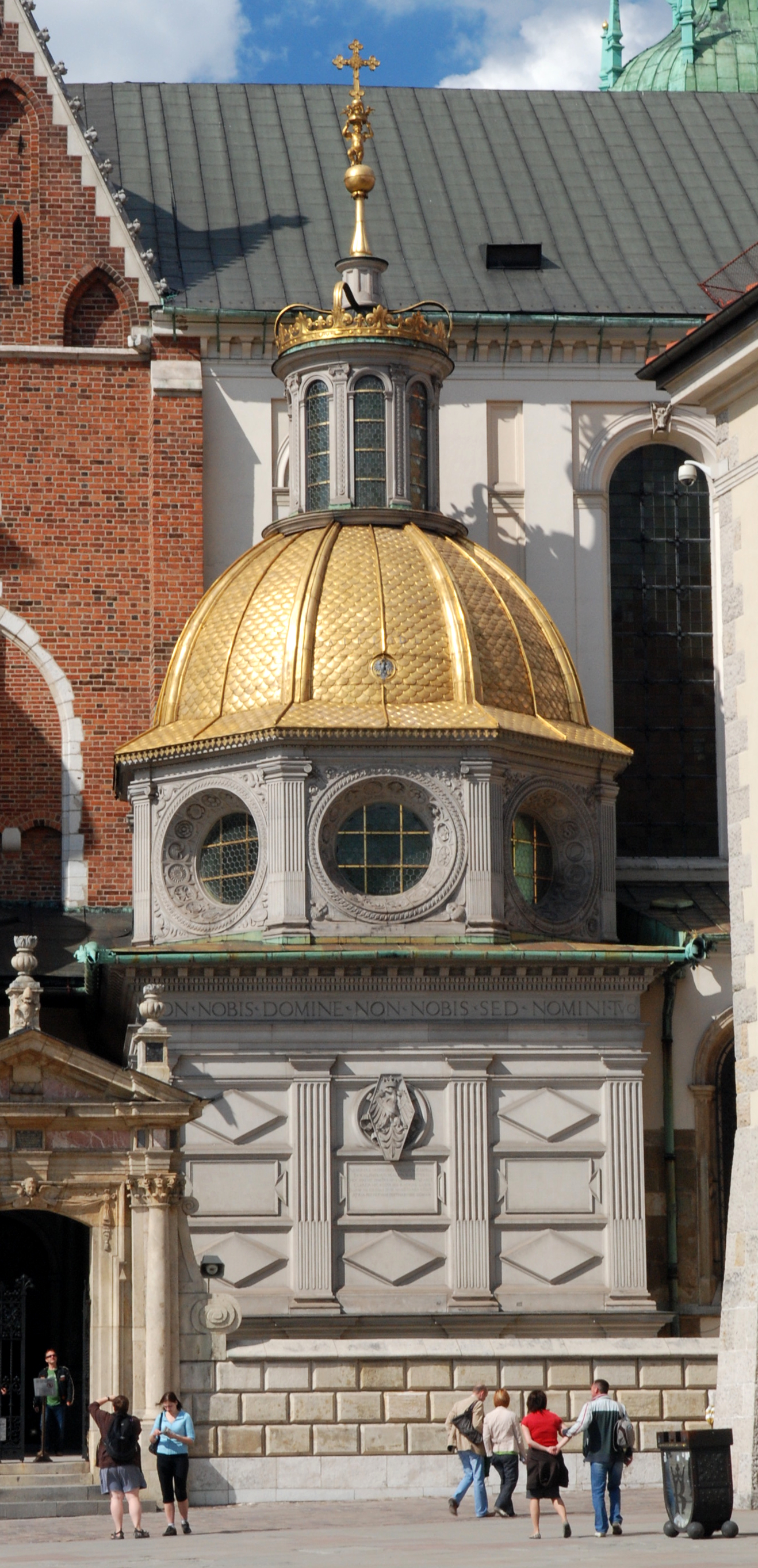
Капелла Сигизмунда Старого на Вавеле. 1519–1533. Краков
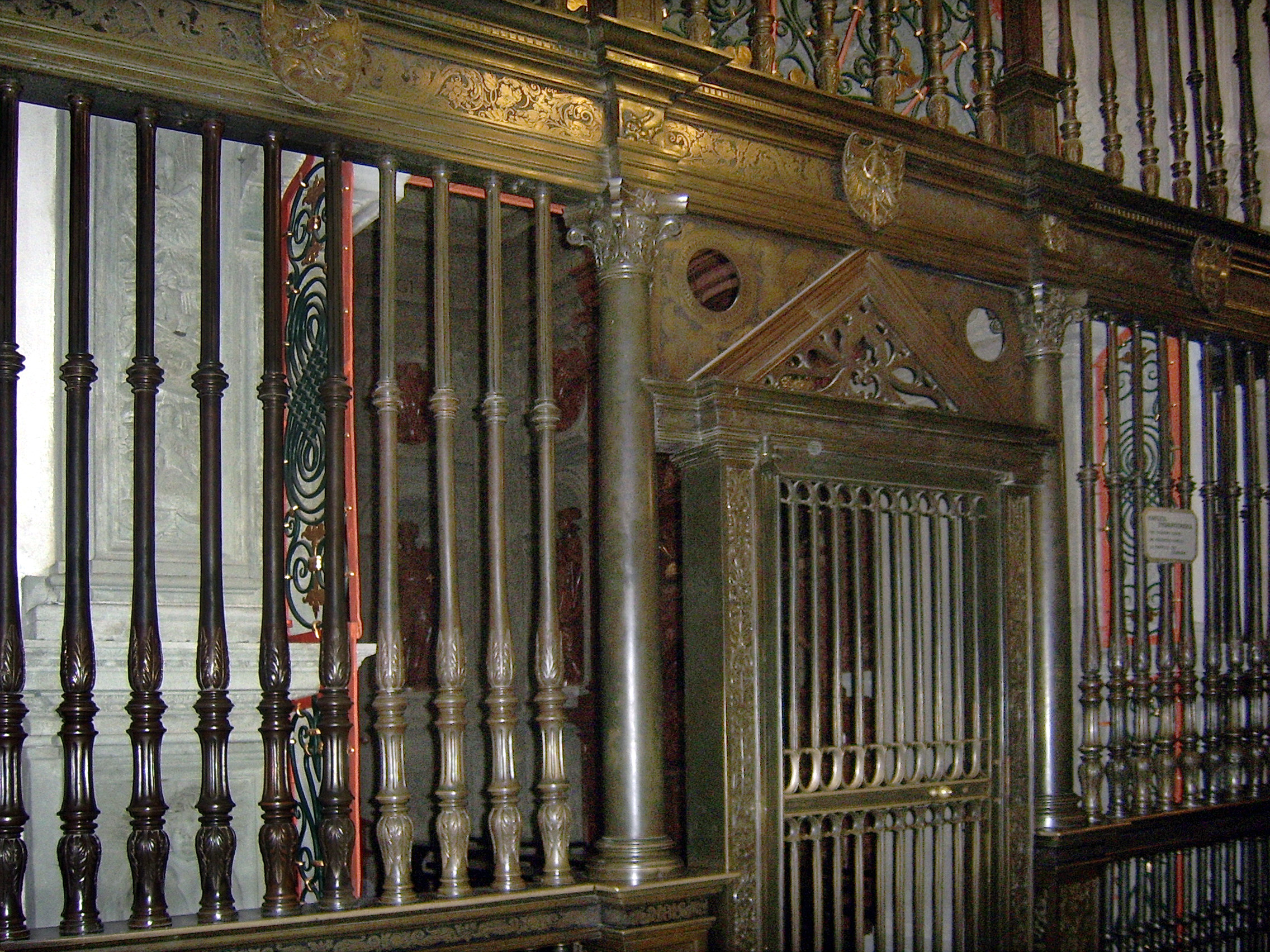
Ограда Капеллы Сигизмунда
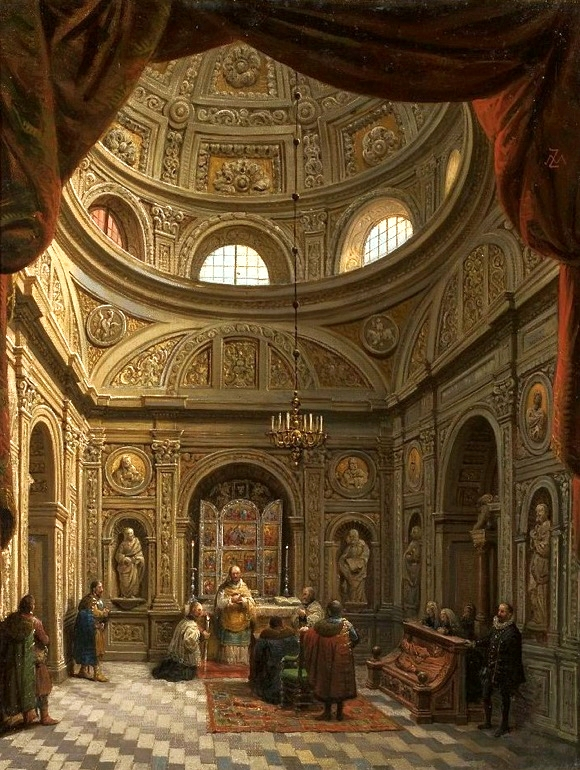
М. Залеский. Каплица Сигизмунда. 1840-е. Холст, масло. Национальный музей, Варшава
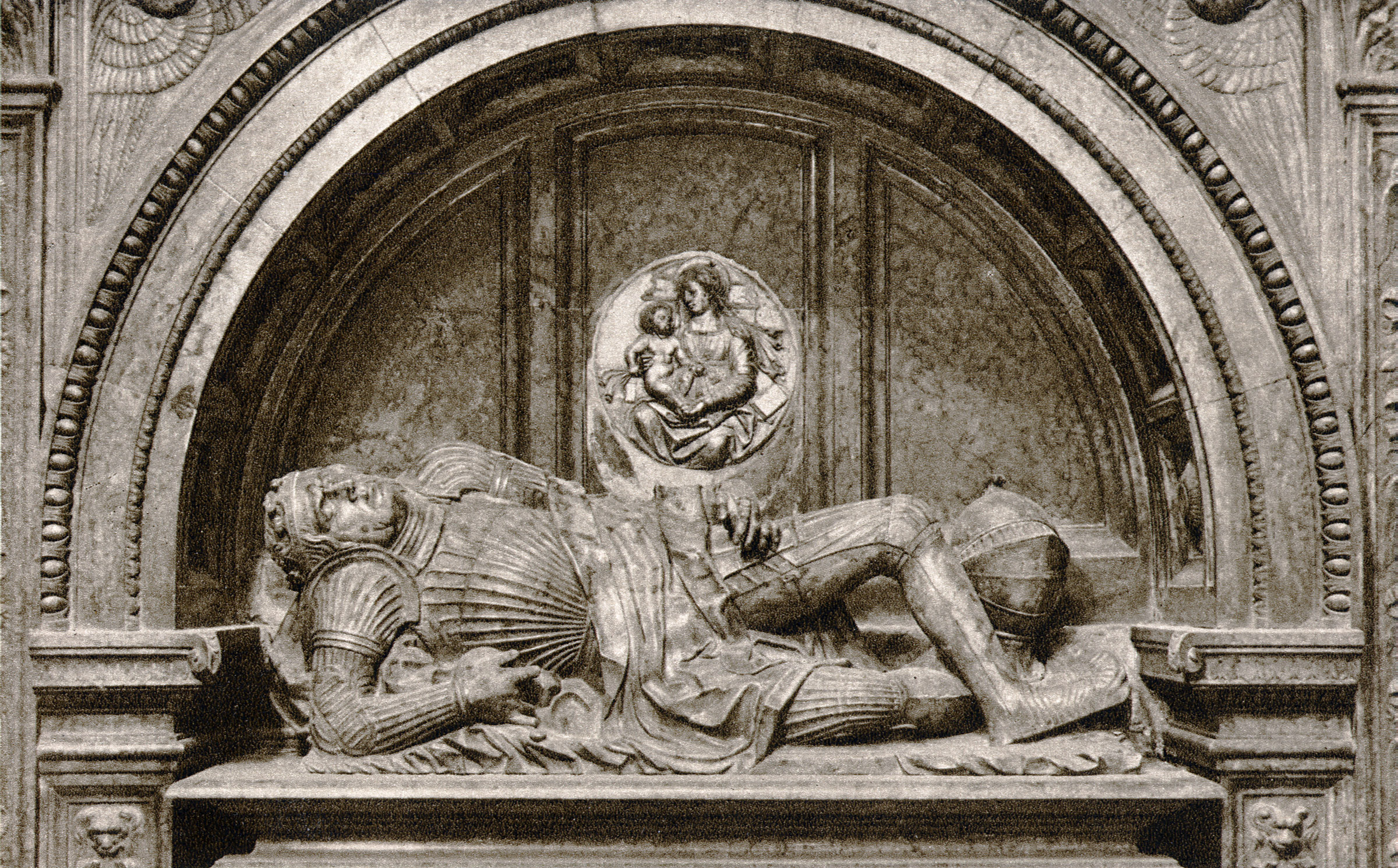
Надгробие короля Сигизмунда Старого